# Pepe Juan
José Juan Suárez Cabrera (Las Palmas de Gran Canaria, España, 4 de diciembre de 1954) conocido como Pepe Juan es un exfutbolista español que se desempeñaba como delantero.
Formado en las cadenas de filiales del Real Artesano F. C. y de la U. D. Las Palmas, desarrolló casi toda su carrera deportiva en este último club excepto dos temporadas que juego cedido; una en el Sant Andreu en segunda A temporada 1976-77 y otra en el Getafe Deportivo.

## Trayectoria
Desde muy joven destacó en los filiales del Artesano F. C. hasta el punto de despertar el interés del Real Madrid. Este hecho le costó una denuncia al Real Madrid por parte del Artesano:
El Artesano Club de Fútbol, de la primera regional de Las Palmas ha denunciado al Real Madrid por supuestas infracciones de los artículos 115, 116 y 117 del Reglamento de Jugadores, porque, al parecer, el equipo madridista ha realizado gestiones para contratar al jugador amateur del citado club José Juan Suárez Cabrera, futbolísticamente conocido como Pepe Juan, que juega de interior derecha en el equipo canario, tiene dieciséis años y es una de las mejores promesas con que actualmente cuenta la cantera insular.
El caso de Pepe Juan se suscitó hace unos días con motivo de unas declaraciones del jugador en las que manifestó que el Real Madrid le ofrecía 250.000 pesetas como prima de ficha, más 15.000 pesetas mensuales de sueldo, por pertenecer a su plantilla de jugadores.
Con la U. D. Las Palmas jugó más de 150 partidos en primera división, donde coincidió varias temporadas con su hermano Julio Suárez. Formó parte del equipo que alcanzò la final de Copa del Rey de 1978, aunque no participó en dicho partido. 
Fue elegido en el once tipo de primera división en la temporada 1982-83 en la cual marcó 11 goles siendo el noveno máximo anotador de primera división empatado a goles con Diego Armando Maradona. Marcó en total 31 tantos en primera división.
En el Getafe Deportivo fue parte del equipo que llegó a empatar a 3 tantos con el F. C. Barcelona en Copa del Rey aunque en el partido de vuelta cayó eliminado por 6-0 tras una dura lesión.

## Clubes
| Club                  | País   | Año       |
| --------------------- | ------ | --------- |
| U. D. Las Palmas      | España | 1972-1976 |
| U. E. Sant Andreu     | España | 1977      |
| U. D. Las Palmas      | España | 1977-1978 |
| Club Getafe Deportivo | España | 1979      |
| U. D. Las Palmas      | España | 1979-1985 |
| U. D. Telde           | España | 1985-1989 |